# Pawnee Rock
Pawnee Rock is een plaats (city) in de Amerikaanse staat Kansas, en valt bestuurlijk gezien onder Barton County.

## Demografie
Bij de volkstelling in 2000 werd het aantal inwoners vastgesteld op 356.
In 2006 is het aantal inwoners door het United States Census Bureau geschat op 326, een daling van 30 (-8,4%).

## Geografie
Volgens het United States Census Bureau beslaat de plaats een oppervlakte van
0,7 km², geheel bestaande uit land. Pawnee Rock ligt op ongeveer 594 m boven zeeniveau.

## Plaatsen in de nabije omgeving
De onderstaande figuur toont nabijgelegen plaatsen in een straal van 24 km rond Pawnee Rock.